# Aretha Now
Aretha Now é um álbum de estúdio da cantora americana de soul e lenda da música negra Aretha Franklin, lançado em 1968. O álbum obteve certificado de ouro em vendas, e atingindo mais um milhão de cópias vendidas nos EUA. Aretha Now atingiu o 3º lugar na Billboard Hot 100. A revista Pitchfork rankeou o álbum na 133ª posição em uma lista com os melhores álbum da década de 1960.

## Faixas
| Lado A |                                |         |  |
| N.º    | Título                         | Duração |  |
| 1.     | "Think"                        | 2:19    |  |
| 2.     | "I Say a Little Prayer"        | 3:36    |  |
| 3.     | "See Saw"                      | 2:46    |  |
| 4.     | "Night Time Is the Right Time" | 4:50    |  |
| 5.     | "You Send Me"                  | 2:29    |  |

| Side two |                                  |         |  |
| N.º      | Título                           | Duração |  |
| 6.       | "You're a Sweet Sweet Man"       | 2:19    |  |
| 7.       | "I Take What I Want"             | 2:33    |  |
| 8.       | "Hello Sunshine"                 | 3:03    |  |
| 9.       | "A Change"                       | 2:27    |  |
| 10.      | "I Can't See Myself Leaving You" | 3:01    |  |

| Críticas profissionais            | Críticas profissionais |
| Avaliações da crítica             | Avaliações da crítica  |
| Fonte                             | Avaliação              |
| --------------------------------- | ---------------------- |
| AllMusic                          | [ 3 ]                  |
| The Rolling Stone Album Guide     | [ 4 ]                  |
| The Encyclopedia of Popular Music | [ 5 ]                  |

## Ficha Técnica
- Aretha Franklin – vocais (todas as faixas), piano (1–5, 7, 10)
- Tommy Cogbill – guitarra (1–3, 10), baixo (6, 8–9)
- Carolyn Franklin – backing vocal (6, 8–9)
- Roger Hawkins – bateria (todas as faixas)
- Jerry Jemmott – baixo (1–5, 7, 10)
- Jimmy Johnson – guitarra (1, 3, 5–6, 8–10)
- Spooner Oldham – órgão (1, 5), piano elétrico (3, 6–7, 10), piano (8)
- The Sweet Inspirations – backing vocal (todas as faixas)
- Bobby Womack – guitarra (6, 8–9)
- Horns:
  - Floyd Newman – saxofone barítono
  - Willie Bridges – saxofone barítono (1, 3–5, 7, 10)
  - Charles Chalmers, Andrew Love – saxofone tenor
  - King Curtis, Seldon Powell – saxofone tenor
  - Bernie Glow, Wayne Jackson, Melvin Lastie, Joe Newman – trompete
  - Haywood Henry – saxofone barítono (6, 8)
  - Tony Studd – trombone
  - Frank Wess – saxofone tenor, flauta
- Todos os arranjos por Tom Dowd and Arif Mardin
- Tom Dowd – engenheiro de som